# پی‌دی‌اس ۷۰
پی‌دی‌اس ۷۰ (انگلیسی: PDS 70) یا (V1032 Centauri) ستاره‌ای بسیار جوان (T ستاره) در صورت فلکی قنطورس است که در فاصلهٔ ۳۷۰ سال نوری (۱۱۰ پارسک) از زمین، جرم آن 0.76 M☉ است و تقریباً ۵٫۴ میلیون سال سن دارد. این ستاره دارای یک قرص پیش‌سیاره‌ای حاوی دو سیاره فراخورشیدی نوپا به نام‌های PDS 70b و PDS 70c است که مستقیماً توسط تلسکوپ بسیار بزرگ رصدخانه جنوبی اروپا تصویربرداری شده‌است. PDS 70b نخستین پیش‌سیاره تأیید شده‌ای بود که مستقیماً تصویربرداری شد.